# Chamamento Nacional para a República
Chamamento Nacional para a República (em catalão e oficialmente: Crida Nacional per la República, Crida ou CNxR) foi um partido político catalão, de curta existência e criado em torno da figura de Carles Puigdemont. Advogou, sem êxito, pela unidade política e estratégica do independentismo catalão.

## História
Foi idealizado em julho de 2018, como plataforma política por várias figuras relevantes da coligação Juntos pela Catalunha (JUNTSxCAT), como Carles Puigdemont, Quim Torra e Jordi Sànchez, defendendo "a constituição de um movimento pela república [...] baseado no radicalismo democrático e a transversalidade ideológica ”. Em janeiro de 2019, formou-se como partido político, mas nunca chegou a candidatar-se.
Finalmente, os outros partidos pró-independência da Catalunha não aderiram à unidade promulgada por este partido, e o entorno de Puigdemont passou a promover o "novo" partido político Juntos pela Catalunha. Como resultado, em setembro de 2020, foram aprovadas a sua dissolução e a criação da nova Fundación Crida Nacional per la República (que funcionaria como think tank vinculado ao referido partido Junts).